# Gary Bailey
Gary Richard Bailey  (* 9. August 1958 in Ipswich) ist ein ehemaliger englischer Fußballspieler. 1985 bestritt er zwei Länderspiele für England und stand im englischen Kader der Fußball-Weltmeisterschaft 1986 in Mexiko. Mit Manchester United gewann er 1983 und 1985 den prestigeträchtigen FA Cup. Er ist seit 9. März 2013 mit der ehemaligen namibischen Miss Universe Michelle McLean verheiratet.

## Karriere

### Südafrika (1975–1978)
Da sein Vater, der ehemalige englische Fußballtorhüter Roy Bailey nach Südafrika auswanderte, verbrachte Gary Bailey die ersten Jahre seine Spielerkarriere bei den südafrikanischen Vereinen Cape Town City und Wits University.

### Manchester United (1978–1987)
1978 wechselte er zum englischen Erstligisten Manchester United, wo er die Nachfolge des langjährigen Torhüters Alex Stepney antrat. Sein Profidebüt im englischen Fußball gab Bailey am 18. November 1978 beim 2:0-Heimsieg von United über Ipswich Town. Im Verlauf der Football League First Division 1978/79 bestritt er weitere siebenundzwanzig Spiele und beendete die Saison auf dem neunten Tabellenplatz. Bereits in seiner ersten Saison zog er in das Finale des FA Cup 1978/79 ein, verlor diese Partie jedoch mit 2:3 gegen den FC Arsenal. In der Folgesaison wurde das Team und den Stammtorhüter Gary Bailey Vizemeister hinter dem FC Liverpool. Eine erneut gute Platzierung gelang dem Verein zwei Jahre später in der First Division 1981/82 als Tabellendritter. Im UEFA-Pokal 1982/83 scheiterte das Team hingegen wie zwei Jahre zuvor bereits in der ersten Runde. Neben einem erneuten dritten Platz in der Liga, zog United um Gordon McQueen, Bryan Robson, Frank Stapleton und Bailey in das Finale des FA Cup 1982/83 ein und besiegte dort Brighton & Hove Albion (2:2 und 4:0 im Wiederholungsspiel). Zuvor hatte Manchester bereits das Finale des englischen Ligapokal 1982/83 gegen den FC Liverpool mit 1:2 verloren und damit einen doppelten Erfolg in beiden englischen Pokalwettbewerben verpasst. Im Europapokal der Pokalsieger 1983/84 zog der Verein nach einem Erfolg im Viertelfinale über den FC Barcelona (0:2 und 3:0) in das Halbfinale gegen Juventus Turin um Michel Platini ein und verlor dort nach einem 1:1 im Heimspiel das Rückspiel in Turin mit 1:2. Auch im UEFA-Pokal 1984/85 gelang der Mannschaft nach einem überraschenden Viertelfinalaus gegen den späteren Finalisten Videoton FC nicht der Einzug in das Finale. Dies blieb für die folgenden Jahre der letzte internationale Auftritt von United, da alle englischen Vereine infolge der Heysel-Katastrophe vom Europapokal ausgeschlossen worden waren. Dafür gelang Bailey mit seinen Mitspielern Gordon Strachan und Mark Hughes sein zweiter Titel im FA Cup 1984/85. Im Finale bezwang United den FC Everton durch einen Treffer von Norman Whiteside in der 110. Minute mit 1:0 nach Verlängerung. Nach einer Knieverletzung in einem Trainingsspiel während der WM 1986, verpasste Bailey einen Großteil der Saison 1986/87, beendete daraufhin seine Karriere und kehrte nach Südafrika zurück. 1988 startete er noch einmal ein Comeback bei den Kaizer Chiefs, ehe er 1990 endgültig seine Spielerkarriere beendete.

### Englische Nationalmannschaft (1985)
Gary Bailey debütierte am 26. März 1985 beim 2:1 im Freundschaftsspiel gegen Irland in der englischen Nationalmannschaft. Am 9. Juni 1985 bestritt er beim Gastgeber der kommenden Weltmeisterschaft Mexiko sein zweites Länderspiel und verlor dieses mit 0:1. Ein Jahr später wurde er von Trainer Bobby Robson in den englischen WM-Kader berufen, blieb jedoch hinter Stammtorhüter Peter Shilton und dem Ersatzspieler Chris Woods nur dritter Torhüter. England schied im Viertelfinale gegen den späteren Weltmeister Argentinien aus.

## Titel und Erfolge
- FA-Cup-Finalist: 1979 (2:3 gegen den FC Arsenal)
- FA-Cup-Sieger: 1983 (2:2 und 4:0 gegen Brighton & Hove Albion)
- Ligapokalfinalist: 1983 (1:2 gegen den FC Liverpool)
- FA-Cup-Sieger: 1985 (1:0 gegen den FC Everton)